# حسين نازك
حسـين نازك (وُلد في القدس في عام 1942- توفي في دمشق يوم 25 من مايو/أيّار 2023) موسيقار ومُلحن فلسطيني، كان قد تتلمذ على يد الموسيقي يوسف خاشو. هاجر نتيجة حرب 1967 من القدس إلى العاصمة الأردنية عمّان، حيث تتلمذ هناك على يد الموسيقي يحيى السعودي. وفي عام 1969 انتقل إلى سوريا، حيث استقر في دمشق. أسس فرقة العاشقين عام 1976، وكان مديرها منذ التأسيس حتى 1985، أيضًا أسّس فرقة زنوبيا القومية الحديثة، وشارك في تلحين النشيد الوطني الفلسطيني عام 2005.
تولى نازك في عام 2015 مهمة إحياء وجمع وإعادة تأهيل التراث الفلسطيني الفلكلوري المكتوب والمسموع والمرئي كمدير تنفيذي للمشروع من قبل المنظمة العربية للتربية والثقافة والعلوم. كما ساهم في وضع موسيقى وألحان الكثير من المسلسلات والبرامج التلفزيونية، وأيضًا موسيقى وألحان حفلات الافتتاح لأربع دورات رياضية في سوريا وهي دورة الألعاب العربية 1976، ودورة الشباب العربي عام 1981، والدورة الأولى للقوات المسلحة عام 1983، ولوحة من حفل افتتاح دورة المتوسط 1987، ووضع موسيقى عشرين مسرحية للمسرح القومي السوري والمسرح الوطني الفلسطيني. كما لحّن الأغنيات الوطنية التي تغنت بمدن فلسطين من كلمات الأديب ناهض الريس.
يُعد عضوًا في المكتب التنفيذي للمجمع العربي للموسيقى، وعضو مجلس الموسيقى الدولية، وعضو الجمعية الأمريكية للملحنين والناشرين. كما حصل على عددٍ من الجوائز، منها: الجائزة الأولى لأفضل توزيع أوركسترالي لنشيد وطني (بلاد العرب أوطاني)، وجائزة أفضل استخدام موسيقى للتراث العربي من مهرجان قرطاج 1980، وجائزتين ذهبيتين من اليابان لأفضل عرض موسيقي ياباني من موسيقي غير ياباني. حصل على لقب شخصية العام الثقافية لعام 2023 والتي تعلن عنها وزارة الثقافة الفلسطينية كل عام بمناسبة يوم الثقافة الوطني.

## أعماله
أسّس حسين نازك فرقة أغاني العاشقين وترأسها عام 1976، وقدّمت أولى حفلاتها عام 1977. عادت الفرقة لنشاطها عام 2008، بعد أن انفرط عقد الفرقة عام 1985. وضع نازك جميع البرامج الفنيّة للفرقة خلال سنوات نشاطها، ودارت كلها حول فلسطين والقضية الفلسطينية. قد وفّرت الفرقة خلال فترة نشاطها مجموعة ضخمة من الأعمال الهادفة الملتزمة بالقضية الفلسطينية في برامج متكاملة، منها:
- "بأم عيني": يضمّ البرنامج أغاني مستوحاة من كتاب المحامية اليهوديّة فيليتسيا لانجر، نظّمها الشعراء الفلسطينيّون - محمود درويش وسميح القاسم وتوفيق زيّاد وراشد حسين وأحمد دحبور وأبو الصادق. وعدد هذه الأغاني أربعة وعشرون أغنية، قُدّمت عام 1978 وسُجّلت على أقراص مدمجة.
- "سرحان والماسورة": وهي مغناة طويلة ألّفها ونظّم أبياتها الشاعر توفيق زيّاد. مدّة المغناة أربعون دقيقة وسجّلت على أقراص مدمجة. قُدّمت المغناة للمرة الأولى عام 1980 على المسرح البلدي في تونس بالتعاون مع الأوركسترا السيمفونية العربية التابعة لبلدية تونس العاصمة، بقيادة المايسترو محمد القرفي.
- عز الدين القسّام: عمل تلفزيوني يضمّ أربعة وعشرين أغنية من النمط الشعبي الفلسطيني، وُظفت جميعها لتفي بأغراض المسلسل الذي أذيع عام 1981. سُجلت هذه الأغاني أيضًا على أقراص مدمجة، ونظّم أغنيات هذا المسلسل الشاعر أبو الصادق.
- برنامج "ليش…؟": برنامج غنائي متكامل يتناول الصراع الذي نشب بين فصائل المقاومة الفلسطينيّة في الأراضي اللبنانية عام 1983. كتب البرنامج ونظّم أغانيه الشاعر السوري حسين حمزة، وفيه أغنية "ليش ولمين وشو بعد...؟!!" التي شُهرت لاحقًا.
- أغنية البداية لبرنامج الأطفال الشهير "افتح يا سمسم" في نسخته العربية.[6]

## وصلات خارجية
- حسين نازك على موقع قاعدة بيانات الأفلام العربية
- حسين نازك على موقع ديسكوغز (الإنجليزية)